# Mustelus walkeri
Mustelus walkeri е вид хрущялна риба от семейство Triakidae.

## Разпространение
Видът е разпространен в Австралия (Куинсланд).